# Sport-Verein Werder von 1899 1971-1972
Questa voce raccoglie le informazioni riguardanti lo Sport-Verein Werder von 1899 nelle competizioni ufficiali della stagione 1971-1972.

## Stagione
Nella stagione 1971-1972 il Werder Brema, allenato da Robert Gebhardt, Willy Multhaup, Sepp Piontek e Fritz Langner, concluse il campionato di Bundesliga all'11º posto. In Coppa di Germania il Werder Brema fu eliminato in semifinale dal Kaiserslautern.

## Rosa
| N. |                     | Ruolo | Calciatore           |
| -- | ------------------- | ----- | -------------------- |
|    | Germania (bandiera) | P     | Günter Bernard       |
|    | Germania (bandiera) | P     | Peter Haak           |
|    | Germania (bandiera) | D     | Rudi Assauer         |
|    | Germania (bandiera) | D     | Horst-Dieter Höttges |
|    | Germania (bandiera) | D     | Karl-Heinz Kamp      |
|    | Germania (bandiera) | D     | Sepp Piontek         |
|    | Germania (bandiera) | D     | Bernd Schmidt        |
|    | Germania (bandiera) | D     | Dieter Zembski       |
|    | Germania (bandiera) | C     | Uwe Bracht           |
|    | Germania (bandiera) | C     | Peter Dietrich       |

| N. |                     | Ruolo | Calciatore             |
| -- | ------------------- | ----- | ---------------------- |
|    | Germania (bandiera) | C     | Heinz-Dieter Hasebrink |
|    | Germania (bandiera) | C     | Willi Neuberger        |
|    | Germania (bandiera) | C     | Arnold Schütz          |
|    | Germania (bandiera) | C     | Norbert Starzak        |
|    | Germania (bandiera) | C     | Jürgen Weber           |
|    | Germania (bandiera) | A     | Carsten Baumann        |
|    | Germania (bandiera) | A     | Werner Görts           |
|    | Germania (bandiera) | A     | Willi Götz             |
|    | Germania (bandiera) | A     | Herbert Laumen         |
|    | Germania (bandiera) | A     | Werner Weist           |

## Organigramma societario
Area tecnica
- Allenatore: Fritz Langner, Sepp Piontek
- Allenatore in seconda:
- Preparatore dei portieri:
- Preparatori atletici:

## Calciomercato

### Sessione estiva
| Acquisti | Acquisti        | Acquisti            | Acquisti |
| R.       | Nome            | da                  | Modalità |
| -------- | --------------- | ------------------- | -------- |
| A        | Carsten Baumann | Osnabrück           |          |
| C        | Peter Dietrich  | Borussia M'gladbach |          |
| P        | Peter Haak      | Bremerhaven         |          |
| A        | Herbert Laumen  | Borussia M'gladbach |          |
| C        | Willi Neuberger | Borussia Dortmund   |          |
| C        | Jürgen Weber    | Hertha Berlino      |          |
| A        | Werner Weist    | Borussia Dortmund   |          |

| Cessioni | Cessioni          | Cessioni              | Cessioni |
| R.       | Nome              | a                     | Modalità |
| -------- | ----------------- | --------------------- | -------- |
| C        | Ole Bjørnmose     | Amburgo               |          |
| D        | Egon Coordes      | Stoccarda             |          |
| A        | Eckhard Deterding | Olympia Wilhelmshaven |          |
| P        | Bernd Kugler      | Polizei SV Bremen     |          |
| A        | Bernd Lorenz      | Rapid Vienna          |          |
| C        | Herbert Meyer     | Kickers Offenbach     |          |
| P        | Fritz Stefens     | Meppen                |          |
| A        | Werner Thelen     | Alemannia Aquisgrana  |          |

## Risultati

### Bundesliga

#### Girone di andata
| Colonia 14 agosto 1971, ore 15:30 CET 1ª giornata | Colonia   | 0 – 0 referto | Werder Brema | Müngersdorfer Stadion (24 000 spett.)\| Arbitro: \| Heckeroth \| |
| Arbitro:                                          | Heckeroth |               |              |                                                                  |

| Arbitro: | Frickel |

|                        |           |                    |
| Dietrich 30’ Weist 84’ | Marcatori | 56’ Hošić 60’ Seel |

| Arbitro: | Regely |

|                                              |           |  |
| Parits 6’ Kalb 58’ (rig.) Grabowski 73’, 77’ | Marcatori |  |

| Arbitro: | Berner |

|                                                     |           |  |
| Görts 2’ Schütz 8’ (rig.), 81’ (rig.) Neuberger 40’ | Marcatori |  |

| Arbitro: | Wohlfarth |

|                   |           |                                                            |
| Schütz 26’ (rig.) | Marcatori | 19’ Hasebrink 21’ Neuberger 74’ Weber 75’ Kamp 89’ Zembski |

| Arbitro: | Aldinger |

|                     |           |  |
| Kamp 68’ Laumen 75’ | Marcatori |  |

| Arbitro: | Quindeau |

|                           |           |  |
| Rüssmann 12’ Sobieray 69’ | Marcatori |  |

| Arbitro: | Weyland |

|                      |           |                              |
| Weber 55’ Laumen 78’ | Marcatori | 8’, 60’ Köppel 29’ Handschuh |

| Arbitro: | Heckeroth |

|           |           |                                             |
| Hesse 82’ | Marcatori | 16’ Neuberger 42’ Baumann 57’ (aut.) Köhnen |

| Arbitro: | Kindervater |

|          |           |                       |
| Kamp 34’ | Marcatori | 43’ Müller 62’ Hoeneß |

| Arbitro: | Hamer |

|                            |           |             |
| Varga 26’ Steffenhagen 45’ | Marcatori | 15’ Baumann |

| Arbitro: | Tschenscher |

|                    |           |          |
| Weist 28’ Kamp 66’ | Marcatori | 14’ Berg |

| Arbitro: | Hennig |

|            |           |                   |
| Bründl 17’ | Marcatori | 15’ (rig.) Schütz |

| Arbitro: | Pfleiderer |

|           |           |           |
| Weber 18’ | Marcatori | 67’ Riedl |

| Arbitro: | Aldinger |

|                                                   |           |  |
| Wörmer 38’ (aut.) Görts 47’ Baumann 72’ Weist 75’ | Marcatori |  |

| Arbitro: | Eschweiler |

|                        |           |           |
| Volkert 61’ Zaczyk 70’ | Marcatori | 86’ Weist |

| Arbitro: | Betz |

|                          |           |                       |
| Hasebrink 65’ Laumen 73’ | Marcatori | 39’ Sieloff 47’ Kulik |

#### Girone di ritorno
| Arbitro: | Riegg |

|                      |           |                             |
| Weist 26’ Laumen 48’ | Marcatori | 23’ Scheermann 39’ Cullmann |

| Arbitro: | Aldinger |

|                    |           |               |
| Bitz 54’ Fuchs 59’ | Marcatori | 30’ Neuberger |

| Arbitro: | Bonacker |

|                                         |           |            |
| Höttges 56’ (rig.) Laumen 71’ Weist 74’ | Marcatori | 11’ Parits |

| Arbitro: | Fuchs |

|               |           |  |
| Kasperski 73’ | Marcatori |  |

| Arbitro: | Tschenscher |

|                              |           |            |
| Weist 29’, 69’ Hasebrink 40’ | Marcatori | 84’ Bücker |

| Arbitro: | Frickel |

|                                      |           |                       |
| Walitza 19’, 59’ Wosab 67’ Hartl 87’ | Marcatori | 6’ Laumen 22’ Schmidt |

| Arbitro: | Gabor |

|                          |           |  |
| Laumen 55’ Neuberger 80’ | Marcatori |  |

| Arbitro: | Hillebrand |

|             |           |  |
| Höbusch 50’ | Marcatori |  |

| Arbitro: | Wohlfarth |

|            |           |            |
| Laumen 68’ | Marcatori | 80’ Hoffer |

| Arbitro: | Hilker |

|                                                             |           |                              |
| Müller 3’, 20’, 76’ Krauthausen 19’ Sühnholz 30’ Hoeneß 84’ | Marcatori | 15’ Schmidt 24’ (rig.) Weber |

| Arbitro: | Voß |

|                                             |           |  |
| Laumen 7’ Weist 18’, 56’, 88’ Neuberger 51’ | Marcatori |  |

| Arbitro: | Weyland |

|                                                |           |          |
| Keller 1’ Siemensmeyer 7’, 37’, 76’ Weller 74’ | Marcatori | 52’ Kamp |

| Arbitro: | Köhler |

|                             |           |                                                       |
| Laumen 35’ Weber 65’ (rig.) | Marcatori | 6’ Haebermann 22’ Bründl 48’ (aut.) Assauer 61’ Erler |

| Arbitro: | Heckeroth |

|                             |           |  |
| Dietz 5’ Lehmann 68’ (rig.) | Marcatori |  |

| Arbitro: | Meuser |

|                       |           |                       |
| Hoff 58’ Fröhlich 78’ | Marcatori | 28’ Görts 83’ Schmidt |

| Arbitro: | Overberg |

|                                                        |           |  |
| Höttges 16’ (rig.), 44’ (rig.) Neuberger 47’ Weist 52’ | Marcatori |  |

| Arbitro: | Schröck |

|                          |           |                        |
| Heynckes 2’ Wittkamp 35’ | Marcatori | 50’ Dietrich 59’ Weist |

### Coppa di Germania
| Arbitro: | Niemann |

|              |           |                                              |
| Goschzik 66’ | Marcatori | 22’ Assauer 25’ Laumen 27’ Weist 48’ Zembski |

| Arbitro: | Wichmann |

|                                                    |           |  |
| Schmidt 6’ Weist 8’, 10’, 86’ Zembski 20’ Kamp 40’ | Marcatori |  |

| Arbitro: | Hennig |

|                                                  |           |                 |
| Kamp 35’ Neuberger 40’ Hasebrink 61’ Höttges 86’ | Marcatori | 19’, 39’ Zaczyk |

| Arbitro: | Weyland |

|            |           |  |
| Seeler 77’ | Marcatori |  |

| Arbitro: | Eschweiler |

|  |           |                    |
|  | Marcatori | 6’ Weist 84’ Görts |

| Arbitro: | Kindervater |

|                          |           |                  |
| Laumen 34’ Hasebrink 61’ | Marcatori | 19’ Siemensmeyer |

| Arbitro: | Wengenmayer |

|                          |           |              |
| Pirrung 13’ Schwager 17’ | Marcatori | 7’ Hasebrink |

| Arbitro: | Seiler |

|               |           |              |
| Hasebrink 84’ | Marcatori | 4’, 11’ Seel |

## Statistiche

### Statistiche di squadra
| Competizione      | Punti | In casa | In casa | In casa | In casa | In casa | In casa | In trasferta | In trasferta | In trasferta | In trasferta | In trasferta | In trasferta | Totale | Totale | Totale | Totale | Totale | Totale | DR  |
| Competizione      | Punti | G       | V       | N       | P       | Gf      | Gs      | G            | V            | N            | P            | Gf           | Gs           | G      | V      | N      | P      | Gf     | Gs     | DR  |
| ----------------- | ----- | ------- | ------- | ------- | ------- | ------- | ------- | ------------ | ------------ | ------------ | ------------ | ------------ | ------------ | ------ | ------ | ------ | ------ | ------ | ------ | --- |
| Bundesliga        | 31    | 17      | 9       | 5       | 3       | 42      | 20      | 17           | 2            | 4            | 11           | 21           | 38           | 34     | 11     | 9      | 14     | 63     | 58     | +5  |
| Coppa di Germania | -     | 4       | 3       | 0       | 1       | 13      | 5       | 4            | 2            | 0            | 2            | 7            | 4            | 8      | 5      | 0      | 3      | 20     | 9      | +11 |
| Totale            | 31    | 21      | 12      | 5       | 4       | 55      | 25      | 21           | 4            | 4            | 13           | 28           | 42           | 42     | 16     | 9      | 17     | 83     | 67     | +16 |

### Andamento in campionato
| Giornata  | 1 | 2  | 3  | 4 | 5 | 6 | 7 | 8 | 9 | 10 | 11 | 12 | 13 | 14 | 15 | 16 | 17 | 18 | 19 | 20 | 21 | 22 | 23 | 24 | 25 | 26 | 27 | 28 | 29 | 30 | 31 | 32 | 33 | 34 |
| --------- | - | -- | -- | - | - | - | - | - | - | -- | -- | -- | -- | -- | -- | -- | -- | -- | -- | -- | -- | -- | -- | -- | -- | -- | -- | -- | -- | -- | -- | -- | -- | -- |
| Luogo     | T | C  | T  | C | T | C | T | C | T | C  | T  | C  | T  | C  | C  | T  | C  | C  | T  | C  | T  | C  | T  | C  | T  | C  | T  | C  | T  | C  | T  | T  | C  | T  |
| Risultato | N | N  | P  | V | V | V | P | P | V | P  | P  | V  | N  | N  | V  | P  | N  | N  | P  | V  | P  | V  | P  | V  | P  | N  | P  | V  | P  | P  | P  | N  | V  | N  |
| Posizione | 9 | 10 | 14 | 7 | 4 | 3 | 5 | 7 | 5 | 8  | 9  | 9  | 10 | 10 | 9  | 10 | 11 | 10 | 10 | 10 | 11 | 8  | 11 | 8  | 10 | 10 | 11 | 11 | 11 | 11 | 12 | 11 | 11 | 11 |

Legenda:

Luogo: C = Casa; T = Trasferta. Risultato: V = Vittoria; N = Pareggio; P = Sconfitta.

### Statistiche dei giocatori
| Giocatore       | Bundesliga | Bundesliga | Bundesliga  | Bundesliga | Coppa di Germania | Coppa di Germania | Coppa di Germania | Coppa di Germania | Totale   | Totale | Totale      | Totale     |
| Giocatore       | Presenze   | Reti       | Ammonizioni | Espulsioni | Presenze          | Reti              | Ammonizioni       | Espulsioni        | Presenze | Reti   | Ammonizioni | Espulsioni |
| --------------- | ---------- | ---------- | ----------- | ---------- | ----------------- | ----------------- | ----------------- | ----------------- | -------- | ------ | ----------- | ---------- |
| H. Allhorn      | 0          | 0          | 0           | 0          | 0                 | 0                 | 0                 | 0                 | 0        | 0      | 0           | 0          |
| R. Assauer      | 32         | 0          | 0           | 0          | 8                 | 1                 | 0                 | 0                 | 40       | 1      | 0           | 0          |
| C. Baumann      | 16         | 3          | 0           | 0          | 3                 | 0                 | 0                 | 0                 | 19       | 3      | 0           | 0          |
| G. Bernard      | 33         | 0          | 0           | 0          | 7                 | 0                 | 0                 | 0                 | 40       | 0      | 0           | 0          |
| U. Bracht       | 1          | 0          | 0           | 0          | 0                 | 0                 | 0                 | 0                 | 1        | 0      | 0           | 0          |
| D. Burdenski    | 0          | 0          | 0           | 0          | 0                 | 0                 | 0                 | 0                 | 0        | 0      | 0           | 0          |
| P. Dietrich     | 8          | 2          | 0           | 0          | 1                 | 0                 | 0                 | 0                 | 9        | 2      | 0           | 0          |
| U. Erkenbrecher | 0          | 0          | 0           | 0          | 0                 | 0                 | 0                 | 0                 | 0        | 0      | 0           | 0          |
| W. Görts        | 27         | 3          | 0           | 0          | 8                 | 1                 | 0                 | 0                 | 35       | 4      | 0           | 0          |
| W. Götz         | 7          | 0          | 0           | 0          | 1                 | 0                 | 0                 | 0                 | 8        | 0      | 0           | 0          |
| P. Haak         | 3          | 0          | 0           | 0          | 1                 | 0                 | 0                 | 0                 | 4        | 0      | 0           | 0          |
| H. Hasebrink    | 27         | 3          | 0           | 0          | 8                 | 4                 | 0                 | 0                 | 35       | 7      | 0           | 0          |
| H. Höttges      | 28         | 3          | 0           | 0          | 8                 | 1                 | 0                 | 0                 | 36       | 4      | 0           | 0          |
| K. Kamp         | 34         | 5          | 0           | 0          | 8                 | 2                 | 0                 | 0                 | 42       | 7      | 0           | 0          |
| M. Kontny       | 0          | 0          | 0           | 0          | 0                 | 0                 | 0                 | 0                 | 0        | 0      | 0           | 0          |
| H. Laumen       | 31         | 10         | 0           | 0          | 8                 | 2                 | 0                 | 0                 | 39       | 12     | 0           | 0          |
| D. Mohrmann     | 0          | 0          | 0           | 0          | 0                 | 0                 | 0                 | 0                 | 0        | 0      | 0           | 0          |
| W. Neuberger    | 33         | 7          | 0           | 0          | 8                 | 1                 | 0                 | 0                 | 41       | 8      | 0           | 0          |
| S. Piontek      | 1          | 0          | 0           | 0          | 1                 | 0                 | 0                 | 0                 | 2        | 0      | 0           | 0          |
| W. Rischker     | 0          | 0          | 0           | 0          | 0                 | 0                 | 0                 | 0                 | 0        | 0      | 0           | 0          |
| H. Roggow       | 0          | 0          | 0           | 0          | 0                 | 0                 | 0                 | 0                 | 0        | 0      | 0           | 0          |
| B. Rosenberger  | 0          | 0          | 0           | 0          | 0                 | 0                 | 0                 | 0                 | 0        | 0      | 0           | 0          |
| P. Røntved      | 0          | 0          | 0           | 0          | 0                 | 0                 | 0                 | 0                 | 0        | 0      | 0           | 0          |
| B. Schmidt      | 26         | 3          | 0           | 0          | 8                 | 1                 | 0                 | 0                 | 34       | 4      | 0           | 0          |
| A. Schütz       | 16         | 3          | 0           | 0          | 3                 | 0                 | 0                 | 0                 | 19       | 3      | 0           | 0          |
| N. Starzak      | 2          | 0          | 0           | 0          | 0                 | 0                 | 0                 | 0                 | 2        | 0      | 0           | 0          |
| D. Tippelt      | 0          | 0          | 0           | 0          | 0                 | 0                 | 0                 | 0                 | 0        | 0      | 0           | 0          |
| J. Weber        | 27         | 5          | 0           | 0          | 4                 | 0                 | 0                 | 0                 | 31       | 5      | 0           | 0          |
| W. Weist        | 28         | 13         | 0           | 0          | 6                 | 5                 | 0                 | 0                 | 34       | 18     | 0           | 0          |
| D. Zembski      | 30         | 1          | 0           | 0          | 7                 | 2                 | 0                 | 0                 | 37       | 3      | 0           | 0          |